# Scheppach (Unternehmen)
Die Scheppach GmbH mit Hauptsitz im schwäbischen Ichenhausen im Landkreis Günzburg ist ein Produktions- und Handelsunternehmen für stationäre und halbstationäre Holzbearbeitungsmaschinen, Brennholzmaschinen, Gartengeräte, Werkstattmaschinen, Druckluftgeräte, Generatoren und Baumaschinen. Weltweit existieren vier Standorte.

## Geschichte
Im Jahr 1927 gründete Josef Scheppach (1887–1974) das Unternehmen für Landmaschinen und Brennholzkreissägen in Niederraunau bei Krumbach (Schwaben). 1950 übernahmen seine Söhne Fritz und Josef das Unternehmen. Scheppach entwickelte sich zu einem Spezialisten für Holzbearbeitungsmaschinen. Wachstumsbedingt wurde der Sitz 1961 nach Ichenhausen verlegt. Die Landmaschinen wurden Mitte der 1970er Jahre aufgegeben und das Unternehmen legte den Fokus auf die Holzverarbeitung. 1980 wurde ein zweites Werk errichtet. 1997 übernahm Ernst Pfaff die Scheppach GmbH und ist seitdem geschäftsführender Gesellschafter. Mit Gründung der 100%igen Tochtergesellschaft Woodster GmbH wurden die Vertriebsaktivitäten im Baumarkt- und Discountbereich aufgenommen und das Portfolio kontinuierlich erweitert. Im Jahr 2016 wurde das neue Verwaltungsgebäude in Ichenhausen bezogen, wo auf zirka 1000 m² neue Büroflächen entstanden sind. Im Jahr 2020 wurde das neue Logistikzentrum im nahegelegenen Günzburg eröffnet. Es bietet auf 25.000 m² Platz für ca. 20.000 Paletten.

## Struktur und Unternehmensbereiche

### Scheppach GmbH
Die Scheppach GmbH steht vorwiegend für Produkte in den Bereichen Werkstatt, Garten und Hof sowie Bau. Das traditionelle Programm an Holzbearbeitungsmaschinen einschließlich Kombimaschinen richtet sich an Heimwerker, gewerbliche Anwender und Schulen. Der Bereich Garten und Hof umfasst Holzbearbeitungsmaschinen und Geräte für Land- und Forstwirtschaft, Garten- und Landschaftsbau sowie die Brennholzaufbereitung für Privatpersonen. Das Unternehmen bietet zudem Produkte an für die Bereiche Metallbearbeitung, Werkstatteinrichtung, Drucklufttechnik, Gartenpflege sowie handgeführte Werkzeuge einschließlich Akku-Werkzeugen, Stromerzeugern und ein umfangreiches Zubehörprogramm.

### Woodster GmbH
Das Tochterunternehmen Woodster GmbH – am Sitz der Muttergesellschaft in Ichenhausen – wurde 2005 gegründet. Das Angebot des Handelsunternehmens ist für das Geschäftsfeld Do-It-Yourself (DIY) und Discount konzipiert.

### Kity
Die Marke Kity wurde 2004 mit dem Kauf der französischen Maschinenfabrik Kity übernommen.

## Standorte
Neben dem Standort in Ichenhausen unterhält das Unternehmen die Tochtergesellschaft Scheppach France SARL in Straßburg. Diese verfügt über ein weiteres Vertriebsbüro in Toulouse. Dazu kommt die Tochtergesellschaft Scheppach Australia Pty. Ltd. mit Sitz in Sydney.

## Patente/Innovationen
Seit 2005 entwickelte und verbesserte Scheppach nach eigenen Angaben mehr als 400 Produkte und hält etwa 100 Patente.